# 나카정 (후쿠오카현)
나카정(那珂町)은 후쿠오카현 지쿠시군에 설치되었던 정이다. 1955년 4월 5일 나카정이 후쿠오카시에 편입합병되고 폐지되었다.

## 같이 보기
- 하카타구